# Caroline de Gruyter

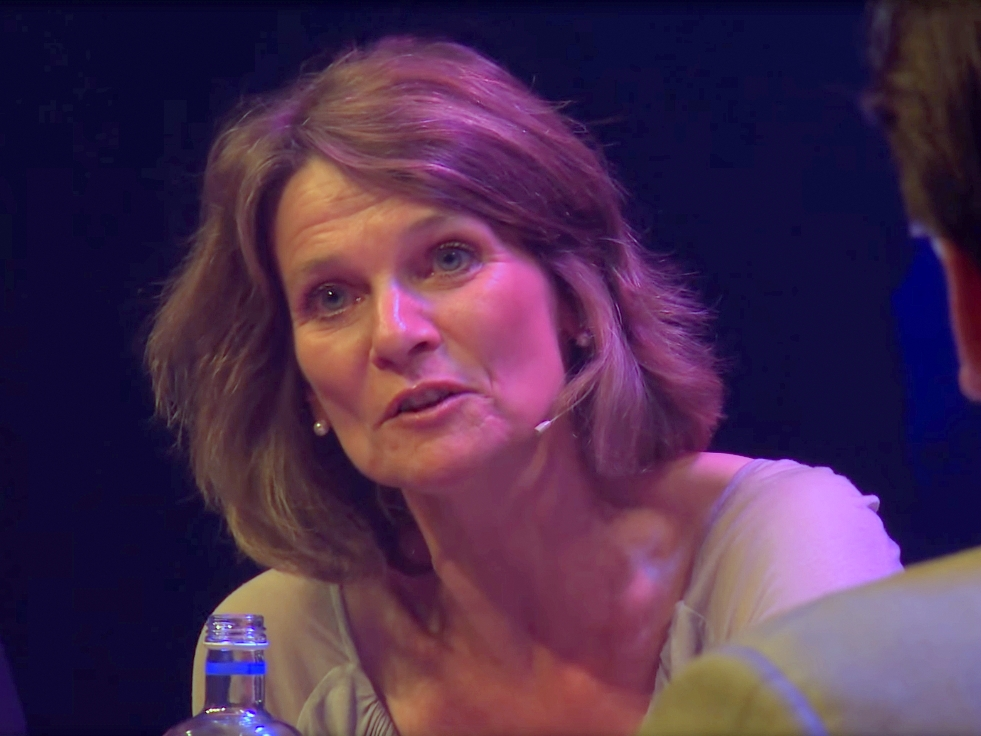

Caroline de Gruyter (Zwolle, 11 september 1963) is een Nederlands journaliste, columniste en schrijfster. Zij is correspondent en columnist voor NRC en schrijft vooral over Europese politieke ontwikkelingen. Daarnaast is zij verbonden aan een aantal denktanks op het gebied van internationale betrekkingen. Haar journalistieke werk werd meerdere malen bekroond.

## Biografie
De Gruyter studeerde Nederlandse taal en letterkunde aan de Universiteit Utrecht en is sinds 1990 werkzaam in de journalistiek. Ze was redacteur buitenland en chef van de buitenlandredactie van Elsevier Weekblad. Sinds 1994 is ze actief als correspondent voor NRC in achtereenvolgens Gaza, Jeruzalem, Brussel, Genève en Wenen. Voor deze krant schrijft ze ook de column In Europa.
Ze is sinds 2013 medewerker van de internationale denktank Carnegie Europe, waar ze achtergrondartikelen over Europese politieke ontwikkelingen bijdraagt, en lid van de European Council on Foreign Relations.
De Gruyter schreef een aantal boeken die te maken hebben met het leven in de plaatsen waar zij als correspondent heeft gewoond.

## Onderscheidingen en prijzen
Het werk van De Gruyter is enkele malen bekroond. In 1992 kreeg ze voor haar werk in Elsevier Weekblad de aanmoedigingsprijs Het Gouden Pennetje. Voor haar verslaggeving over de eurocrisis kreeg ze in 2012 de Anne Vondelingprijs. In 2013 en 2014 was ze genomineerd voor de Lira Correspondentenprijs, en in 2015 ontving ze de Heldringprijs.

## Bestseller 60
| Boeken met noteringen in de Nederlandse Bestseller 60 | Jaar van verschijnen | Datum van binnenkomst | Hoogste positie | Aantal weken | Opmerkingen |
| ----------------------------------------------------- | -------------------- | --------------------- | --------------- | ------------ | ----------- |
| Beter wordt het niet                                  | 2021                 | 10-03-2021            | 6               | 11           |             |

## Externe bron
- Eigen website Caroline de Gruyter
- Columns Caroline de Gruyter in NRC

- Bibliothèque nationale de France: cb18068526h (data)
- Gemeinsame Normdatei: 1074979311
- International Standard Name Identifier: 0000 0000 3349 8408
- Library of Congress Control Number: n98027730
- Nederlandse Thesaurus van Auteursnamen: 10129459X
- Parlement.com: vjk5mclwlvrs
- Système universitaire de documentation: 267804113
- Virtual International Authority File: 43611761
- WorldCat: E39PBJwHjJkqfwpyyTx4rqvGpP